# Berkeley megye (Dél-Karolina)
Berkeley megye az Amerikai Egyesült Államokban, azon belül Dél-Karolina államban található. Megyeszékhelye Moncks Corner, legnagyobb városa Goose Creek. Lakosainak száma 229 861 fő (2020. április 1.). Berkeley megye Williamsburg, Clarendon, Georgetown, Charleston, Dorchester és Orangeburg megyékkel határos.

## Népesség
A megye népességének változása:
| Lakosok száma | 178 779 | 184 100 | 189 837 | 194 020 | 202 786 | 229 861 |
|               | 2010    | 2011    | 2012    | 2013    | 2015    | 2020    |